# Julie Wolkenstein

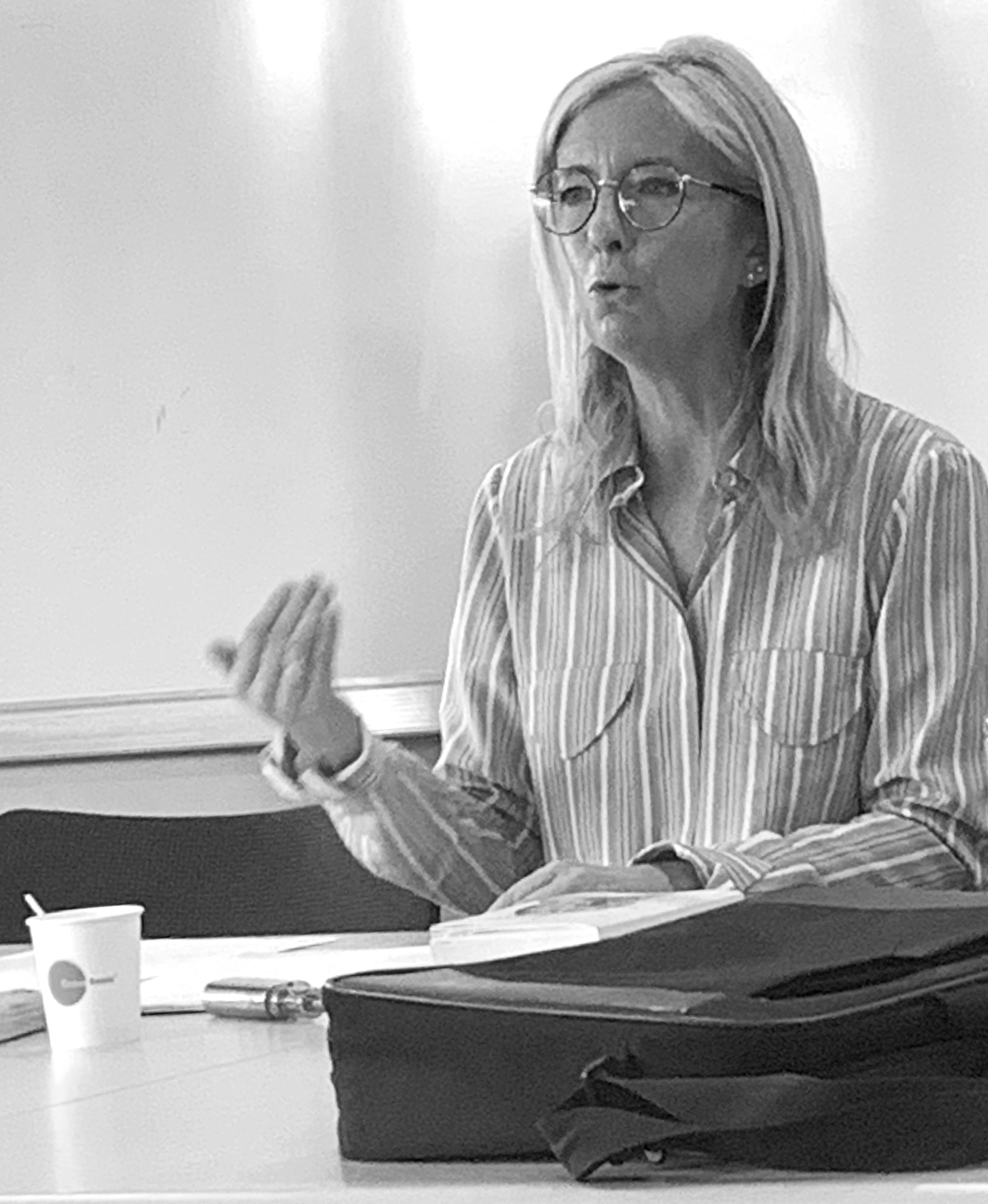
Julie Wolkenstein 2019

Julie Wolkenstein (* 1968 in Paris als Julie Poirot-Delpech) ist eine französische Schriftstellerin.

## Biographie
Julie Wolkenstein ist die Tochter des Akademiemitglieds Bertrand Poirot-Delpech und mütterlicherseits die Enkelin des französischen Industriellen Maurice Jordan.
Sie unterrichtet Komparatistik an der Universität Caen. Sie promovierte mit einer Dissertation über Henry James. 2014 war sie mit Camille Morineau Teil der Frauengruppe AWARE (Archives of Women Artists, Research and Exhibitions), deren Ziel darin besteht, die Stellung der Künstlerinnen in der Kunstgeschichte angemessen zu berücksichtigen.

## Auszeichnungen
- 2002: Prix Ève-Delacroix für Colloque sentimental
- 2018: Prix des Deux Magots für Les Vacances

## Veröffentlichungen

### Romane
Bisher (Stand Herbst 2018) ist von den Romanen der Autorin lediglich ein Werk auf Deutsch erschienen: Juliette oder das falsche Leben (Juliette ou la Paresseuse) (s. u.), das mittlerweile vergriffen ist. Die Anzahl der Rezensionen zu diesem 2001 erschienenen Roman blieb überschaubar; u. a. zum Beispiel von Irene Binal in der FAZ vom 13. November 2001 mit dem Fazit „konturlos und doch charmant“.
Der 2013 in Frankreich bei P.O.L. erschienene Roman Adèle et moi (s. u.), der weder übersetzt noch bislang auf Deutsch erschienen ist, wurde im Rahmen einer Veranstaltung „Plaisirs de lire“ der Stadtbibliothek Duisburg in Zusammenarbeit mit der Deutsch-Französischen Gesellschaft (DFG Duisburg e. V.) vorgestellt.
- Juliette ou la Paresseuse. P.O.L, 1999, ISBN 2-86744-669-4
  - dt.: Juliette oder das falsche Leben. dtv, 2001, ISBN 3-423-24270-1
- L’Heure anglaise. P.O.L, 2000, ISBN 2-86744-741-0
- Colloque sentimental. P.O.L, 2001, ISBN 2-86744-843-3 (prix Ève-Delacroix 20022)
- Happy End. P.O.L, 2004, ISBN 2-84682-050-3
- L’Excuse. P.O.L, 2008, ISBN 978-2-84682-271-8
- Adèle et moi. P.O.L., 2013, ISBN 978-2-8180-1737-1
- Le Mystère du tapis d'Ardabil. P.O.L, 2015, ISBN 978-2-8180-3776-8
- Les Vacances. P.O.L, 2017, ISBN 978-2-8180-4266-3

### Essays und Übersetzungen
- La Scène européenne : Henry James et le romanesque en question. Paris, Éditions Honoré Champion, coll. « Bibliothèque de littérature générale et comparée », 2000, ISBN 2-7453-0249-3
- Les Récits de rêves dans la fiction. Paris, éditions Klincksieck, 2006, ISBN 2-252-03584-6
- Francis Scott Fitzgerald. trad. de Julie Wolkenstein, The Great Gatsby, sous le titre de Gatsby, Paris, P.O.L., 2011, ISBN 978-2-8180-1286-4.